# Simití
Simití  es un municipio de Colombia al sur del departamento de Bolívar; situado a 584 kilómetros de Cartagena. Queda localizado en el Magdalena Medio, está rodeado por la ciénaga homónima.

## Toponimia
Simití o Chimití, que significa "Mucha tierra"

## Vías de comunicación

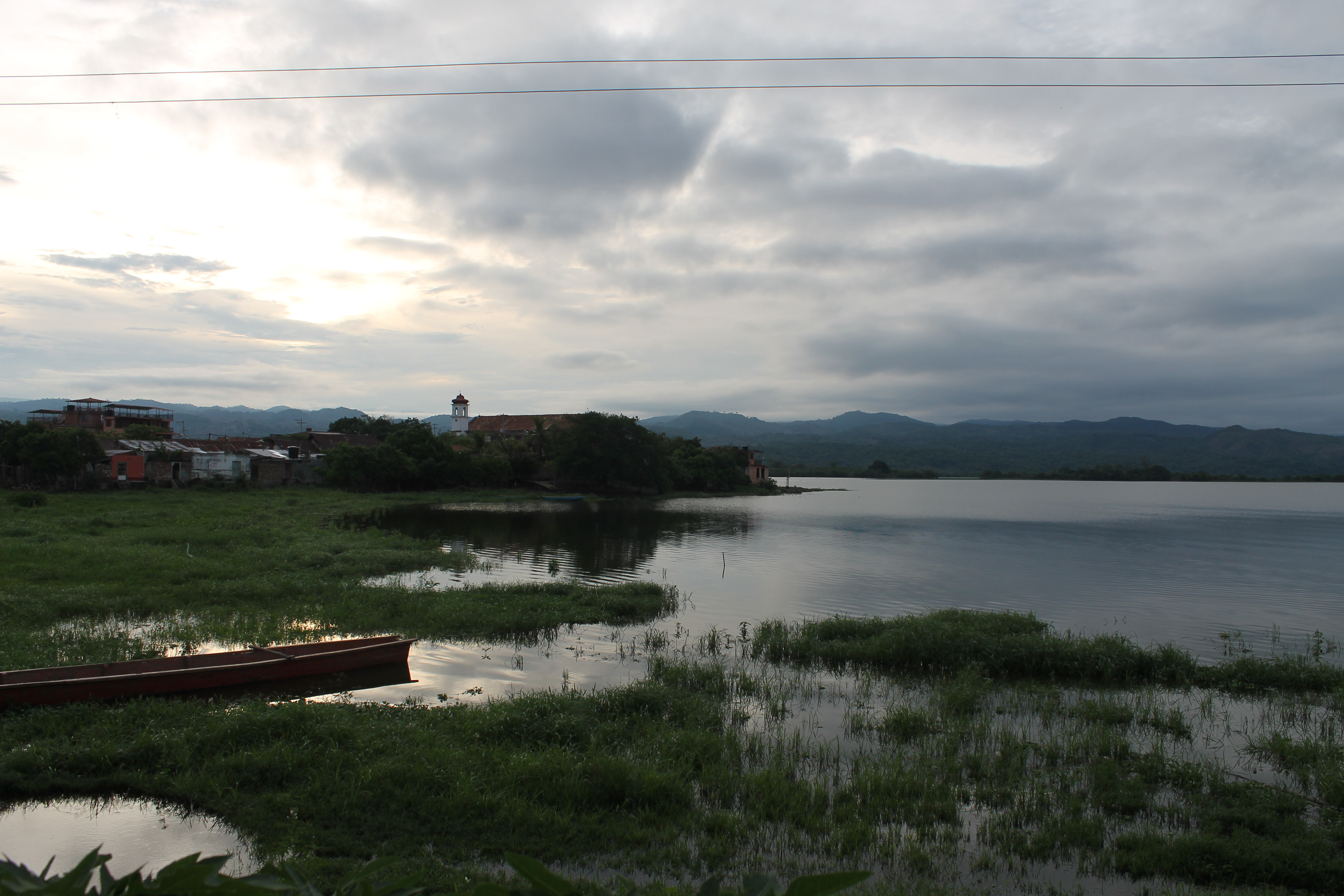
Atardecer Cienagero

Aéreas: El municipio cuenta con una pista de aterrizaje o aeródromo llamado “Millán Vargas” que no está siendo utilizada por la inexistencia de demanda del servicio a Simití.
Terrestres: Simití se comunica con vías terrestre con el municipio de Santa Rosa del Sur en 18 kilómetros aproximadamente y con San Pablo Bolívar a una distancia aproximada de 63 kilómetros.
Fluviales: La ciénaga de Simití comunica con una vertiente del río Simití a través de un caño. Al llegar al río Simití río abajo comunica con el municipio de Morales, si continua río arriba llega al río Magdalena donde puede comunicarse con los municipios de San Pablo río arriba y con el municipio de Gamarra, Cesar río abajo.

## Geografía

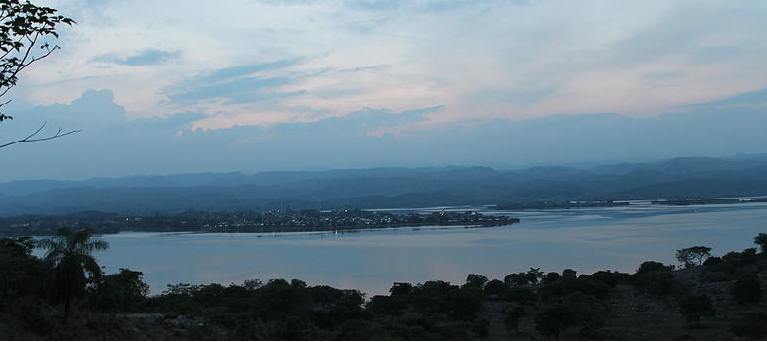
Panorama de Simití.

La descripción del Esquema de Ordenamiento Territorial, vigente es la siguiente:
El municipio de Simití se localiza a 7°, 57 minutos, 23 segundos latitud norte y a 73°, 56 minutos, 46 segundos latitud oeste; cuenta con una extensión de 1.238 km² y se ubica a una altitud de 45 metros sobre el nivel medio del mar. Limita al norte con el municipio de Morales (Bolívar), al occidente con Santa Rosa del Sur (Bolívar), al sur con San Pablo (Bolívar) y al oriente con el departamento de Santander siendo el Río Magdalena en el límite interdepartamental.

## División Político-Administrativa
Aparte, de su Cabecera municipal. Simití tiene bajo su jurisdicción los centros poblados: 
- Ánimas Altas
- Ánimas Bajas (El Sinaí)
- Campo Pallares
- Diamante
- El Piñal
- Garzal
- Las Aceitunas
- Las Brisas
- Las Palmeras
- Monterrey
- Paraíso
- Pata Pelá (Campo Hermoso)
- Sabana de San Luis
- San Blas
- San Joaquín
- San Luis
- Veracruz (Cerro de Burgos)

## Economía
Está basada en agricultura, ganadería, la minería ilegal, cultivos ilícitos y pesca. Hasta 1950, era un importante centro de minería. Encontramos tierras muy fértiles para todo tipo de cultivos de clima cálido, tierras aptas para la ganadería, y un gran recurso hidrográfico para la pesca.

## Historia
Simití fue fundado el 1 de abril de 1537.  
La región estuvo habitada por los indios tahamies. A mediados del siglo XIX empezó a ser habitado por colonos en busca de tierras de pastoreo. En 1933 fue considerado municipio de Bolívar. Simití es uno de los municipios que componían la extinta provincia de Mompós, y se encuentra en los límites con el departamento de Santander. La cabecera del municipio está situada tres leguas adentro de la margen izquierda del río Magdalena, a orillas de la ciénaga de su nombre entre 0° 10’ de longitud oriental y 7° 50’ de latitud norte, del meridiano de Bogotá.
Hasta el año de 1934 tuvo el municipio los corregimientos de Canaletal, Cantagallo y San Pablo; pero según acuerdo del segundo concejo municipal de 1935 fueron suprimidos los de Canaletal y Cantagallo, quedando como agregaciones de San Pablo. El segundo concejo municipal de 1936 para reorganizar la administración creó nuevamente los corregimientos de Canaletal y Cantagallo en las riveras del río Magdalena y los de Santa Rosa y Guamocó en el interior del distrito. Hasta 1984 Santa Rosa del Sur fue parte de Simití, año en que fue ascendido a Municipio.

### Fundación
En el Boletín de Estadística y Propaganda de Bolívar, publicado en el año de 1928, encontramos que SIMITÍ fue fundado en 1535 por Antonio Lebrija, descubridor del río Lebrija, Tesorero del Rey y descendiente del famoso humanista que escribió la primera gramática castellana, llamado también Antonio de Lebrija, apellido que tomó de la villa de Lebrija, provincia de Sevilla, donde nació. El historiador M. A. Prados, basándose en historiógrafos como Acosta, Felipe Pérez, Ernesto Restrepo Tirado y otros, nos asegura que el capitán Antonio Lebrija y Maldonado figura en dos viajes distintos por la hoya del Magdalena. En el primero, que fue en 1529, salió de Santa Marta con Pedro de Lerma para el Valledupar, siguieron por el río Cesar y llegaron a Tamalameque, de donde envió Lerma a Antonio Lebrija y a Juan Barrio a explorar el sur, estos llegaron hasta Río de Oro, hoy Lebrija, y pasaron a la Ramada, que ya no existe, donde se hallaron con Cardozo y Muñoz, quienes cobraban el tributo del canuto de pluma lleno de oro que cada indio debía pagar. En el segundo viaje, que fue en 1537, remontó más el río Magdalena. En esta segunda expedición, que salió de Santa Marta el 6 de abril de 1536 a órdenes del general Gonzalo Jiménez de Quesada,  venía acompañado el fundador de SIMITÍ, de Hernán Pérez de Quesada, el alférez Olaya, Domingo Aguirre y Pedro Velasco Vanegas. En 1537 llegaron estos conquistadores a un pueblo indígena que estaba apartado de la ribera del río, como a tres leguas de distancia, y al cual entraron por un caño que era corrientoso, y al amanecer encontraron una canoa con indios que bajaban en son de espiar el campamento español, los cuales al ser perseguidos desaparecieron rápidamente.
Estos hechos tuvieron lugar antes de la fundación de Barrancabermeja el 6 de abril de 1537, y teniendo en cuenta que de Simiti a Barrancabermeja no pudieron emplear los expedicionarios menos de cinco días, afirma el historiador Prados que la fundación definitiva de Simiti fue el primero de abril de mil quinientos treinta y siete (1537). Otros historiadores como Eduardo Posada, Arturo Quijano, Enrique Otero D, Costa y el padre Ma. Revollo, rechazan la paternidad de Lebrija; pero no dicen quién fue el fundador ni en qué fecha tuvo lugar el asiento de la población de Simití. Otero D, Costa en una carta a Arturo Quijano, respecto a este tema dice: «Simiti ya existía como pueblo cuando la conquista…». Era poblado de indios que siguió como tal durante la colonia y vino, de la república, como otros tantos poblados indígenas, a ser distrito por virtud de alguna Ordenanza Departamental o Provincial.
La tesis del historiador Otero D, Costa quedará refutada con los datos históricos que vamos a narrar, y que prueban que ya en los años de 1542 había establecida en Simiti gente civilizada.
En los archivos coloniales e Históricos de la Academia de Historia, existe en el libro de visita de Bolívar, tomo sexto, página 724, un relato de demanda por linderos de propiedad hecha en el año 1611, por un cura Romero, el encomendero de Simití señor don Rodrigo Duque de Montalvo la misma obra registrada a don Pedro Duran de Cogollo, encomendero también, como descendiente del primer encomendero de este pueblo. Otra obra que existe en la biblioteca nacional, es la Geografía Colonial de Sergio de Añez, publicada en 1674, que en una narración histórica dice: “El primer encomendero de Simiti fue don Juan de Sortina y Vallejo ante quien se presentó una grave apelación (sic) sobre linderos el año de 1542 y de la cual salieron enjuiciados los hermanos Cogollos. 
Para sentar una verdad histórica se necesita tener documentos escritos o monumentos que confirmen los hechos, y aunque estos documentos confirmativos de la fecha precisa de la fundación de Simití no existen, porque la mano destructora del tiempo así lo ha querido, sí es lógico deducir, por las narraciones que hemos hecho, que la fundación de este tuvo lugar en el año 1537, máximo cuando la historia no hace mención de otra expedición conquistadora por las riveras del Magdalena, después de la de Gonzalo Jiménez de Quesada, y que ya en 1542 había establecida en Simití gente civilizada.

### Percances
Se dice que en los años cuarenta hubo en Simití un incendio que acabó con medio pueblo, ya que sus casas eran del palma de vino: una chispa de fuego arrasó la mitad del pueblo, lo que fue una catástrofe tanto ambiental como social.
El 12 de abril de 1999, el Vuelo 9463 de Avianca, un Fokker 50 de la aerolínea es secuestrado en pleno vuelo, el avión fue desviado hacia Simití donde tuvo que aterrizar, las 46 personas a bordo son secuestradas por el ELN, la aeronave cubría la ruta Bucaramanga - Bogotá, donde las personas fueron rescatadas.
Recientemente en el mes de junio del año 2012 le fueron robadas las ofrendas de oro que los feligreses donan a la virgen de la ORIGINAL por cada milagro que ella hace ya que esta virgen es una imagen sagrada y religiosa de todos los cristianos católicos de este pueblo.

## Símbolos

### Escudo
La figura de la pala del canalete, enmarcada en los colores de nuestra bandera, la riqueza natural y cultural, la corona de nuestra patrona la Virgen Original representando así la parte religiosa de los simiteños, los olivos de nuestros antepasados y ascendencia española, además de la imagen de la iglesia que es monumento cultural de la nación, por todas estas razones debemos decir como lo hacían nuestros tíos, padres, abuelos "Simití tierra encantadora y bella”.

### Bandera
Amarillo por la riqueza de nuestra tierra, azul de los grandes espejos de agua, quebradas y riachuelos y negro por la característica de nuestra tierra.

### Himno
HIMNO DE SIMITI 
Por Agustín Mier.
I
El día de la Santa Cruz
De mil ochocientos once,
Proclamó la independencia.
El pueblo de Simiti.
Favorecido por Jesús
El Gran Hombre de la ciencia
Sin los cañones de bronce
Se independizo de Madrid
Coro.
Los patriotas que ejercieron
Aquel gran acto de valor
De la patria merecieron
Su estimación y su amor.
II
La historia conservara
Este recuerdo glorioso
Y Simití valeroso
Su fecha enaltecerá.
Coro.
Los patriotas que ejercieron
Aquel gran acto de valor
De la patria merecieron
Su estimación y su amor.
III
Después de la independencia
No debemos más pensar
En las guerras fratricidas
Que nos impidan progresar.
Coro.
Los patriotas que ejercieron
Aquel gran acto de valor
De la patria merecieron
Su estimación y su amor.
IV
Ahora se debe pensar
Seriamente en el trabajo
Para llevar a la Patria
Por lo alto y no lo bajo.
Coro.
Los patriotas que ejercieron
Aquel gran acto de valor
De la patria merecieron
Su estimación y su amor.

## Ecología
El componente biótico del Municipio de Simití, se ve altamente reflejado en la notable intervención antrópica a que han llegado sus recursos naturales, especialmente el recurso vegetal que en los últimos años ha sido intervenido notablemente por la facilidad económica del beneficio de sus recursos. Además de lo anterior, las altas tazas de deforestación, y los cultivos lícitos e ilícitos en zonas de alta pendiente o de suelos pobres han ocasionado un progresivo deterioro a las condiciones naturales del componente biótico. 
A nivel socioeconómico, los habitantes del municipio de Simití tienen su sustento en la explotación de los recursos naturales de la región, motivo por el cual, el principal sector productivo de beneficio es el Sector Primario considerado por los cultivos agrícolas de pancoger, la ganadería extensiva y la pesca artesanal por su gran ciénaga.
Dentro del Diagnóstico biótico se tienen los mayormente impactantes, como son:
- Bosques Naturales y Rastrojos.
- Corredores biológicos en zonas de cauces hídricos y áreas de inundación.
- Zonas Agropecuarias y de Extracción Minera

## Fiestas patronales de Simití

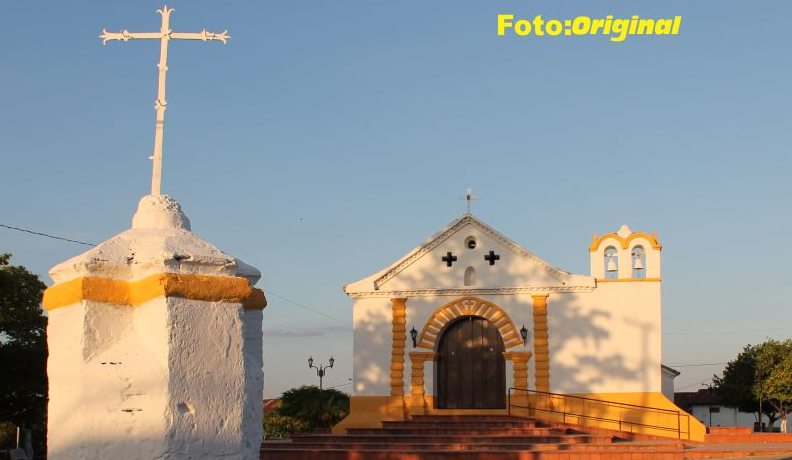
Capilla de la Virgen de la Original, lugar donde apareció dicha virgen.

En Simití se celebran las fiestas patronales, entre el 13 y el 16 de diciembre, en honor a la Virgen de la Original, imagen que misteriosamente fue hallada en la serranía de San Lucas en la Cordillera Central
Este encuentro es reconocido en el ámbito regional y departamental por sus expresiones culturales, manifestaciones religiosas, el reinado de la simpatía y la presentación de diversas agrupaciones musicales.
También se encuentran diferentes festividades como las fiestas de San Simón: A lo lejos se escuchaba el tum tum de los tambores y la multitud de gente que venia bajando, bailando alrededor de un árbol frondoso adornado de mil colores y velas encendidas, crecía el espíritu fiestero del pueblo Simiteño y las calles se engalanaban con bailes de pilanderas, mojigangas y otras tantas tradiciones que se arraigaban en Simití: la madre de Simón, el bote, los disfraces, las caracolas y el muerto.
Una leyenda de las fiestas de san Simón y los carnavales es don Severiano Ortiz Rincón y un grupo de personas que dedicaba a disfrazarse y salir por las principales calles de este pueblo para así alegrarlos.
Otra festividad importante que se lleva a cabo en Simití es la Semana Santa.  Un viernes 20 de marzo de 1818, se celebró por primera vez en el municipio de Simití, Bolívar, la marcha fúnebre del Santo Sepulcro; una tradición antiquísima heredada por generaciones desde esa noche, donde soldados custodiaban el féretro alumbrando con mechones encendidos con petróleo, las polvorientas calles del pueblo más católico del Magdalena Medio colombiano. El viernes 14 de abril de 2017, cumplió esta tradición 199 años de historia religiosa.

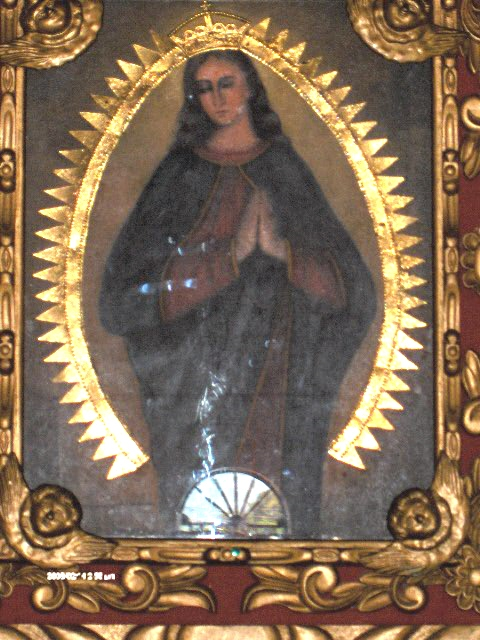
virgen de la original una virgen sagrada del pueblo que apareció

## Cultura
Simití está ubicado en la Región Caribe, de cultura Caribe, nuestra riqueza natural y cultural requiere ser reconocida no solo por las personas colombianas, sino por las personas del exterior que nos visitan, además es una gran oportunidad para que la den a conocer. No solo conocerán un sitio diferente sino que gozarán del contacto directo con la naturaleza y sus beneficios, la gente amable, y de brazos abiertos, la cultura, las costumbres, mitos y leyendas que se lleven lo mejor de nuestro municipio y en general otra imagen del pueblo colombiano.

## Turismo
Existe una gran diversidad de ejemplares en sitios donde se conserva la vegetación arboleda, arbustica y cuerpos de agua.
Entre otras especies exóticas hay guacamayas, ardillas, tigrillos e iguanas.
Se encuentran algunas especies catalogadas por la comunidad internacional como en vías de extinción tales como manatíes, chigüiro, babillas, etc.
Cuenta Símití con una ciénaga con tres islas centrales que dan una apariencia de herradura.
El turismo en el municipio tiene como propósito brindar al visitante la posibilidad de conocer y admirar los paisajes, municipios, veredas y ríos.

## Estructura organizacional municipal
| Simití       | Simití      | Simití                     |
| Departamento | Código DANE | Categoría municipal (2023) |
| ------------ | ----------- | -------------------------- |
| Bolívar      | 13744       | Sexta                      |

- Personería: Es un centro del Ministerio Público de Colombia que ejerce, vigila y hace control sobre la gestión de las alcaldías y entes descentralizados; velan por la promoción y protección de los derechos humanos; vigilan el debido proceso, la conservación del medio ambiente, el patrimonio público y la prestación eficiente de los servicios públicos, garantizando a la ciudadanía la defensa de sus derechos e intereses.

- Concejo Municipal: Es la suprema autoridad política del municipio. En materia administrativa sus atribuciones son de carácter normativo. También le corresponde vigilar y hacer control político a la administración municipal. Se regulan por los reglamentos internos de la corporación en el marco de la Constitución Política Colombiana (artículo 313) y las leyes, en especial la Ley 136 de 1994 y la Ley 1551 de 2012.

Constituido por 11 concejales por un periodo de 4 años.
- Alcaldía Municipal: En esta se encuentra la administración municipal y las entidades descentralizadas del municipio.

El Alcalde se pronuncia mediante decretos y se desempeña como representante legal, judicial y extrajudicial del municipio. El actual Alcalde municipal es Wilman Quintana González (2024-2027), elegido por voto popular.
- JAL.

## Servicios públicos
- Energía Eléctrica: Afinia, del grupo EPM, es la empresa prestadora del servicio de energía eléctrica.
- Gas Natural: Surtigas es la empresa distribuidora y comercializadora de gas natural en el municipio.